# 圣罗克德里奥米耶拉
圣罗克德里奥米耶拉，是西班牙坎塔布里亚的一个市镇。总面积36平方公里，总人口482人（2001年），人口密度13人/平方公里。